# Vojenice (Voděrady)
Vojenice (německy Wojenitz) je malá vesnice asi 1 km od Voděrad. Mají 72 stálých obyvatel a 52 oprávněných voličů. Vojenice leží v podhůří Orlických hor na hřebeni zvaném Vrcha. Blízko Vojenic se nachází rozhledna Osičina.
Ve Vojenicích je aktivní Sbor dobrovolných hasičů (SDH), který stojí za většinou vojenických akcí. Např. pořádání pálení čarodějnic, pivobraní, dětského rozloučení s prázdninami nebo výlovu rybníka.
V malé vesničce sice není aktivní fotbalový klub, ale přece jenom je tam jeden místní. Tým tvoří asi 7 lidí a soutěží hlavně v soutěži jménem DERBY VRŠÁCKÝCH „V“ (Voděrady X Vojenice). Tým Vojenic už dvakrát vyhrál derby a získal putovní pohár, který je vystaven v centru Vojenic v místní klubovně neboli v ohlašovně požáru v Baru pod Trámem.

## Historie
Jméno obce pochází od jejího zakladatele nebo předáka kolonistů jménem Vojen.
Počátky osídlení Vojenic a okolí sahají možná již do doby kamenné, jistě však do doby bronzové, kdy u rozhledny Osičina vzniklo pohřebiště lidu lužických popelnicových polí (předběžně cca 11. až 8. stol. př. Kr., výzkum probíhá). První zmínka o dnešní vsi v písemných pramenech pochází z roku 1522, vesnice však určitě vznikla dříve – archeologické nálezy dokládají, že existovala již ve 13. století. Ve vsi stávala snad již od té doby tvrz, zaniklá v 17. století, z níž se dochovaly zbytky v terénu.